# Szabó László (filmrendező)
Szabó László (Budapest, 1936. március 24. –) magyar és francia színész, filmrendező.

## Élete
Szabó Béla és Gulyás Margit gyermekeként született.
1954-1956 között a Budapesti Műszaki Egyetem hallgatója volt, közben fellépett egy amatőr színjátszó csoportban. Jelentkezett a Színház- és Filmművészeti Főiskolára színésznek, de nem vették fel. 1956 őszén elhagyta az országot, Párizsba ment.
A francia új hullámosokhoz hasonlóan ő is kijárta Henri Langlois "filmtörténeti szabadságegyetemét" a Cinématheque-ben, végignézte a filmsorozatokat, megismerkedett, beszélgetett a filmjeiket bemutató rendezőkkel, s közben írogatott a "cahiers"-ba, Jacques Rivette-el együtt interjút készített Buster Keatonnal. Egy barátjával elvetődött Chabrol forgatására (Unokafivérek), akitől rögvest kapott egy egymondatos szerepet. A Kulcsra zárva című következő filmjében pedig már egy hosszabbat. Azután Godard rá osztja A kis katona-ban a vallató szerepét, amit újabb szerepek követnek az újabb Godard-filmekben.
Az új hullám valamennyi rendezőjének kedvenc karakterszínésze, mindenkinek van számára szerepe, fura, bohó figurákat bíznak rá, akikben azért mindig van valami nyugtalanító, idegesítő hátsó szándék.
Ő is kedvet kapott a rendezésre, készített is két újhullámos francia filmet. Az ördög fehér kesztyűje című mulatságos film noirjáról Truffaut írt elismerő kritikát. A Zig-Zig-et az újhullámosok kedvenc antisztár színésznője, Bernadette Lafont és egy hűvös sztár, Catherine Deneuve játszotta el. Ezen is érződik az újhullámosok magabiztossága, gunyoros csípőssége. Mint minden színészrendező, ő is a legjobbat hozta ki a színésznőiből, ügyesen vegyítette a sötét humort és a gyöngédséget.
Közben az 1960-as évek végétől rendre feltűnt magyar filmekben, sok karakterszerep után Kézdi-Kovács Zsolttól főszerepet kap: Dibusz Miklóst, a nagy sunyit, sumák organizátort, A kedves szomszéd-ot.
Első és mindeddig egyetlen magyar-francia rendezése Gion Nándor regényéből készült: Sortűz egy fekete bivalyért, illetve első és mindeddig egyetlen magyar rendezése: Az ember, aki nappal aludt

## Színházi szerepei
- Pincér (Ladányi Mihály: Aki söntésben ácsorog)
- Én (Ház a határon)
- Infernó
- Kabaréból-komédiába
- Kézkivirágzások
- Nosztal-fika kabaré
- Márkus (Nyalizzunk inkognitóban)
- PILVAX, avagy Petőfi legendás utóélete
- Pucér ámor
- Sulteisz (Tingli-tangli a bolondházban)
- Tündérmesék az Ántivilágból, avagy szálljunk ki a kriptából!

## Filmjei

### Színészként
- Ütközet békében (1952)
- Unokafivérek (1958)
- Kulcsra zárva (1959)
- A baba (1961)
- Éli az életét (1962)
- Ophélia (1963)
- A kis katona (1963)
- Alphaville (1965)
- A bolond Pierrot (1965)
- Made in USA (1966)
- Csend és kiáltás (1967)
- Week-end (1967)
- Falak (1968)
- Holdudvar (1968)
- Eltávozott nap (1968)
- Fejlövés (1968)
- Ismeri a szandi mandit? (1969)
- Sirokkó (1969)
- Vallomás (1970)
- Harmadik nekifutás (1973)
- Álmodó ifjúság (1974)
- Hajdúk (1975)
- Bekötött szemmel (1975)
- Örökbefogadás (1975)
- Ereszd el a szakállamat! (1975)
- Talpuk alatt fütyül a szél (1976)
- A vörös plakát (1976)
- Labirintus (1976)
- A Roland-ének (1977)
- Ékezet (1977)
- Olyan mint otthon (1978)
- Az 51-es dosszié (1978)
- Rosszemberek (1979)
- Minden szerdán (1979)
- A kedves szomszéd (1979)
- Az utolsó metró (1980)
- Utolsó előtti ítélet (1980)
- Anna (1981)
- A remény joga (1981)
- A legnagyobb sűrűség közepe (1981)
- Ideiglenes paradicsom (1981)
- Passiójáték (1982)
- Kabala (1982)
- Dögkeselyű (1982)
- Könnyű testi sértés (1983)
- Földi szerelem (1984)
- Teliholdas éjszakák (1984)
- A hold kegyeltjei (1984)
- Séire noire (1984-1986)
- Falfúró (1985)
- Beate Klarsfeld, a nácivadász (1986)
- Gondviselés (1987)
- Mr. Universe (1988)
- Asszony a fán (1989)
- Tutajosok (1990)
- Az utolsó nyáron (1991)
- Objektív riport (1991)
- Az őrszem (1992)
- A gólyák mindig visszatérnek (1993)
- Vérvonal (1993)
- Hideg víz (1994)
- Törvénytelen (1994)
- Franciska vasárnapjai (1997)
- A Vendôme tér asszonya (1998)
- Szemétdomb (1998)
- Az alkimista és a szűz (1999)
- A tekerőlantos naplója (1999)
- Ezt hívják tavasznak (2000)
- Balra a nap nyugszik (2000)
- Torzók (2001)
- Őszi kertek (2006)
- Ismael szellemei (2017)

### Rendezőként
- Bihan hadnagy utazása (1970)
- Az ördög fehér kesztyűje (1973)
- Zig Zig (1974) (forgatókönyvíró is)
- Sortűz egy fekete bivalyért (1984)
- Az ember, aki nappal aludt (2003)

### Operatőrként
- Labdarúgó iskola

## Díjai
- A filmszemle díja (1985)
- a taorminai fesztivál ezüst díja (1985)
- a salernói fesztivál nagydíja (1986)